# 桂林楼梯草
桂林楼梯草（学名：Elatostema gueilinense）为荨麻科楼梯草属的植物，是中国的特有植物。分布在中国大陆的广西等地，多生于溪旁石上，目前尚未由人工引种栽培。